# Anthony Downs
Anthony Downs (Evanston, 21 de novembro de 1930 - Bethesda, 2 de outubro de 2021) foi um economista estadunidense especializado em política pública e administração pública. Desde 1977, ele é membro sênior do Brookings Institution, think tank sediado em Washington, D.C. Em "Uma Teoria Econômica da Democracia" (1957), um trabalho inicial na teoria da escolha racional, Downs postulou o paradoxo da votação, segundo o qual elementos significativos da vida política podem ser explicados em termos do interesse próprio do eleitor. Downs mostrou que nas democracias a distribuição agregada de opinião política forma uma curva em forma de sino, com a maioria dos eleitores possuindo opiniões moderadas; ele argumentou que esse fato obriga os partidos políticos nas democracias a adotar posições centristas.